# Boaedon upembae
Espèce
Synonymes
- Lycodonomorphus subtaeniatus upembae Laurent, 1954
- Lycodonomorphus upembae Laurent, 1954

Boaedon upembae est une espèce de serpents de la famille des Lamprophiidae. 

## Répartition
Cette espèce est endémique du Katanga dans la République démocratique du Congo. Elle se rencontre vers le lac Upemba.

## Description
Boaedon upembae est ovipare et partiellement aquatique.

## Étymologie
Son nom d'espèce lui a été donné en référence au lieu de sa découverte, le lac Upemba.

## Publication originale
- Laurent, 1954 : Reptiles et batraciens de la région de Dundo (Angola) (Deuxième note). Companhia de Diamantes de Angola (Diamang), Serviços Culturais, Publicações Culturais, vol. 23, p. 37-84.